# Église Saint-Privat de Saint-Privé
L'église de Saint-Privé est une église située à Saint-Privé, dans le département de l'Yonne, en France.

## Historique
L'édifice est classé au titre des monuments historiques en 1907.

## Vitraux
Joseph Vantillard a réalisé dans le bas-côté sud un vitrail en l'honneur de son beau-frère Henri Harpignies qui résidait dans le village représentant : Saint Henri donne la vie sauve aux habitants de Troye (Italie) après la prise d'assaut. Le visage de saint Henri serait celui de son beau-frère.